# Praemium Imperiale
Praemium Imperiale («Світова культурна премія пам'яті його імператорської величності принца Такамацу», яп. 高松宮殿下記念世界文化賞) — щорічна мистецька премія, яка надається від 1989 року японською імператорською родиною від імені Японської художньої асоціації. Премія надається в галузях малярства, скульптури, архітектури, музики та театру/кіно. Претенденти номінуються міжнародними радниками та обираються анонімним комітетом Японської художньої асоціації. Нагороду складає золота медаль та 15 мільйонів єн. Премія надається в пам'ять про принца Такамацу (1905–1987), молодшого брата імператора Сьова, який правив від 1926 до 1989. Принц Хітачі вручає нагороди лауреатам премії.

## Лавреати
| Рік  | Малярство                       | Скульптура                 | Архітектура                    | Музика                            | Кіно/Театр           |
| ---- | ------------------------------- | -------------------------- | ------------------------------ | --------------------------------- | -------------------- |
| 2017 | Ширін Нешат                     | Ель Анацуї                 | Рафаель Монео                  | ‪Йуссу Н'Дур                       | Михайло Баришников   |
| 2016 | Сінді Шерман                    | Аннет Мессаже              | Паулу Мендес да Роша           | ‪Ґідон Кремер                      | Мартін Скорсезе      |
| 2015 | Таданорі Йокоо                  | Вольфганг Лайб             | Домінік Перро                  | ‪Міцуко Учіда                      | Сільві Гіллем        |
| 2014 | Мартіал Райс                    | Джузеппе Пеноне            | Стівен Голл                    | ‪Арво Пярт‬                         | Атол Фугард          |
| 2013 | Мікеланджело Пістолетто         | Ентоні Гормлі              | Девід Чіперфільд               | Пласідо Домінго                   | Френсіс Форд Коппола |
| 2012 | Цай Го-Цян                      | Секко Бонанотте            | Хеннінг Ларсен                 | Філіп Ґласс                       | Йоко Морісіта        |
| 2011 | Біл Вайола                      | Аніш Капур                 | Рікардо Легоррета              | ‪Сейдзі Одзава‬                     | Джуді Денч           |
| 2010 | Енріко Кастел'яні               | Ребекка Горн               | Тойоо Іто                      | Мауріціо Полліні                  | Софі Лорен           |
| 2009 | Хіросі Сугімото                 | Річард Лонг                | Заха Хадід                     | Альфред Брендель                  | Том Стоппард         |
| 2008 | Річард Гамільтон                | Емілія та Ілля Кабаков     | Петер Цумтор                   | Зубін Мета                        | Саката Тодзюро       |
| 2007 | Даніель Бюрен                   | Тоні Крегг                 | ‪Herzog & de Meuron Architekten‬ | ‪Даніель Баренбойм‬                 | Елен Стюарт          |
| 2006 | Яйоі Кусама                     | Кристіан Болтанскі         | Фрай Отто                      | Стівен Райх                       | Майя Плісецька       |
| 2005 | Роберт Ріман                    | Іссей Міяке                | Йосіо Танігучі                 | ‪Марта Аргеріх‬                     | ‪Мерс Каннінгем‬       |
| 2004 | Георг Базеліц                   | Брюс Наумен                | ‪Оскар Німеєр‬                   | ‪Кшиштоф Пендерецький‬              | ‪Аббас Кіаростамі‬     |
| 2003 | Бріджет Райлі                   | Маріо Мерц                 | ‪Рем Колгас‬                     | ‪Клаудіо Аббадо‬                    | Кен Лоуч             |
| 2002 | Зігмар Польке                   | Джуліано Вангі             | Норман Фостер                  | ‪Дітріх Фішер-Діскау‬               | Жан-Люк Годар        |
| 2001 | Лі Уфан                         | Марта Пан                  | Жан Нувель                     | ‪Орнетт Коулман‬                    | Артур Міллер         |
| 2000 | Елсворт Келлі                   | ‪Нікі де Сен Фаль‬           | Річард Роджерс                 | Ганс Вернер Генце                 | Стівен Сондхайм      |
| 1999 | Ансельм Кіфер                   | ‪Луїза Буржуа‬               | Фуміхіко Макі                  | ‪Оскар Пітерсон‬                    | Піна Бауш            |
| 1998 | Роберт Раушенберг               | Дані Караван               | Альвару Сіза Вієйра            | ‪Губайдуліна Софія Асгатівна‬       | ‪Річард Аттенборо‬     |
| 1997 | ‪Герхард Ріхтер‬                  | Джордж Сігал               | ‪Річард Меєр‬                    | Раві Шанкар                       | Пітер Брук           |
| 1996 | ‪Сай Твомблі‬                     | Сезар Бальдаччіні          | Тадао Андо                     | ‪Лучано Беріо‬                      | Анджей Вайда         |
| 1995 | Роберто Матта                   | Хрісто Явашев та Жанн-Клод | ‪Ренцо Піано‬                    | ‪Ендрю Ллойд Веббер‬                | Накамура Утаемон VI  |
| 1994 | Чжао Уцзі                       | Річард Серра               | Чарльз Корреа                  | ‪Анрі Дютійо‬                       | Джон Гілгуд          |
| 1993 | Джаспер Джонс                   | Макс Білл                  | ‪Кендзо Танге‬                   | ‪Ростропович Мстислав Леопольдович‬ | Моріс Бежар          |
| 1992 | ‪П'єр Сулаж‬                      | Ентоні Каро                | ‪Френк Гері‬                     | ‪Шнітке Альфред Гаррійович‬         | ‪Куросава Акіра‬       |
| 1991 | Бальтюс                         | Едуардо Чільїда            | Гає Ауленті                    | ‪Лігеті Дьордь‬                     | Інгмар Бергман       |
| 1990 | Антоні Тапіес                   | Арнальдо Помодоро          | Джеймс Стерлінг                | Леонард Бернстайн                 | Федеріко Фелліні     |
| 1989 | Віллем де Кунінг та Девід Гокні | Умберто Мастрояні          | ‪Бей Юймін‬                      | ‪П'єр Булез‬                        | ‪Марсель‬ Карне        |